# بگیر و رهاکن

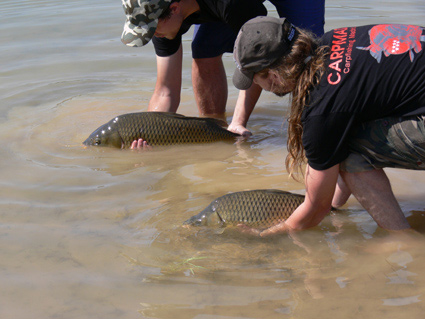
بگیر و رها کن

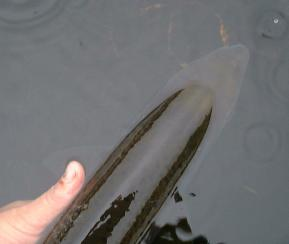
یک آزادماهی اقیانوس اطلس صید میله‌ای در حال رهاسازی در Little Gruinard در وستر راس اسکاتلند

بگیر و رهاکن یا صید و رهاسازی (به انگلیسی: Catch and release) یک تمرین در ماهیگیری تفریحی است که در آن پس از صید، اغلب اندازه‌گیری و وزن ماهی انجام می‌شود و به دنبال آن عکس برداری به عنوان اثبات صید انجام می‌شود و سپس ماهی‌ها از قلاب خارج می‌شوند و به‌طور زنده به آب بازگردانده می‌شوند. با استفاده از قلاب‌های بدون خار، اغلب می‌توان ماهی را بدون خارج کردن آن از آب رها کرد (معمولاً یک خط شل کافی است).
صید و رهاسازی یک روش حفاظتی است که برای جلوگیری از برداشت بی‌رویه ذخایر ماهی در مواجهه با جمعیت رو به رشد انسانی، افزایش فشار اکولوژیکی، روش‌ها و تکنیک‌های مؤثر ماهیگیری، قوانین و اجرای ناکافی ماهیگیری، و تخریب زیستگاه گسترش یافته است. ماهیگیران ورزشی چندین دهه است که صید و رهاسازی را تمرین می‌کنند، از جمله در مورد برخی از گونه‌های ماهی که بسیار تحت فشار هستند.